# ジョルジュ・プーレ
ジョルジュ・プーレ（Georges Poulet、1902年11月29日 - 1991年12月31日）は、フランスの文芸評論家。ジュネーヴ学派の一人。

## 経歴
ベルギー・シェネー生まれ。1927年リエージュ大学で博士号取得。エディンバラ大学、ジョンズ・ホプキンズ大学、チューリヒ大学でフランス文学を講義し、第二次大戦後「新批評」の推進者の一人となる。フランスの「テキスト解釈」とハイデッガーの時間の哲学を総合し、「人間的時間の研究」(4巻、1950‐1971年)を著わす。これはフランス作家、詩人の作品に現象する空間像の探求を通じて、著者の時間像が浮き彫りにされ、意図を存在論的立場から解明する方法である。

## 日本語訳
- Études sur le temps humain, Plon, 1949. (Prix Sainte-Beuve, 1951) ; Pocket, « Agora », 1989.
『人間的時間の研究』井上究一郎・山崎庸一郎・二宮フサ・山田爵・小林善彦・篠田浩一郎訳、筑摩書房（筑摩叢書）、1969.
- La Distance intérieure (Études sur le temps humain, vol. 2), Plon, 1952 ; Pocket, « Agora »,
『人間的時間の研究 第2巻 (内的距離)』井上究一郎・佐貫健・山田ジャク・松室三郎・篠田浩一郎・稲生永訳、筑摩書房（筑摩叢書）、1977.
- Le Point de départ (Études sur le temps humain, vol. 3), 1964 ; Pocket, « Agora », 1989.
- Mesure de l’instant (Études sur le temps humain, vol. 4), Plon, 1968 ; Pocket, « Agora », 1990.
- Les Métamorphoses du cercle, préface de Jean Starobinski, Plon, 1961 ; Flammarion, coll. « Champs », 1979.
『詩と円環』近藤晴彦訳、審美社、1973.
『円環の変貌』岡三郎訳、国文社、1973－74.
- L'Espace proustien, Gallimard, 1963
『プルースト的空間』山路昭・小副川明訳、国文社、1975.
- Benjamin Constant par lui-même, Seuil, 1968
- Trois Essais de mythologie romantique
『三つのロマン的神話学試論』金子博訳、審美社、1975.
- Les Chemins actuels de la critique : colloque du Centre culturel international de Cerisy-la-Salle, septembre 1966
- 『現代批評の方法』木内孝編訳、審美社、1972.
- 『現代批評の方法』編 平岡篤頼、井上登、加藤民男、加藤尚史、佐藤実枝、清水茂、弓削三男訳 理想社 1974
- La Conscience critique, (prix quinquennal de l'essai 1976)
- Entre moi et moi : Essais critiques sur la conscience de soi, José Corti, 1977
- La poésie éclatée : Baudelaire - Rimbaud, PUF, 1980
『炸裂する詩 あるいはボードレール/ランボー』池田正年・川那部保明訳、朝日出版社（エピステーメー叢書）、1981.
- La Pensée indéterminée, 3 vol., PUF, 1985-1990